# Mireille Zindel
Mireille Zindel (* 9. Februar 1973 in Baden) ist eine Schweizer Schriftstellerin.

## Leben
Mireille Zindel wuchs als jüngstes von drei Kindern mit einer französischsprachigen Mutter zweisprachig auf, was sich später in ihren Büchen niederschlägt in einem ganz eigenen, frankophilen Sound. An der Universität Zürich absolvierte sie das Studium der Germanistik und Romanistik, danach arbeitete sie als Werbetexterin und Journalistin. 2008 debütierte sie mit dem Roman Irrgast und schlug die Laufbahn einer Schriftstellerin ein. Ihr erstes Kind, ihre Tochter Zoé, starb 2008 zwölf Tage nach der Geburt an der unheilbaren Krankheit SMA. Zindel schrieb darüber das autobiografische Buch Bald wärmer, das 2024 erschien. Zindel fertigt Gedichte, sie schreibt Shortstorys, Kolumnen, Essays, Reportagen und Romane. Sie ist verheiratet und lebt mit ihren zwei Söhnen in Zürich.

## Werk
In ihrem Debütroman Irrgast (2008), leidet die Hauptprotagonistin an einer dissoziativen Amnesie. Die Frankfurter Allgemeine Zeitung schrieb von einem intensiven Debut, einem gelungenen Kammerspiel, die Neue Zürcher Zeitung attestierte subtile Schilderungen voller literarischer Spannungen sowie ein exquisites Kammerspiel voller Nachhall. Für den Roman erhielt sie den Literaturpreis der Marianne und Curt Dienemann-Stiftung sowie den Preis der Literaturperle von arttv.tv.
2010 folgte der Roman Laura Theiler, der vom Leben der gut betuchten Ehefrau eines Pharma-Managers erzählt, die in Singapur ein isoliertes, sinnentleertes Leben führt. Tanja Kummer (Radio DRS3) sagte über den Roman: brutal gut, [...] intelligent unheimlich, als wären die Szenen aus einem Film von Alfred Hitchcock. Urs Bugmann von der Neuen Luzerner Zeitung schrieb: Diese Autorin versteht sich auf die kleinen Bewegungen, auf das Unscheinbare, in dem sich Ungeheuerliches offenbart.
Kreuzfahrt (2016) ist ein Roman in Form eines langen Briefs, der von einer heimlichen Liebe handelt. Die Schweizer Kulturstiftung Pro Helvetia wählte das Buch zu den 12 Swiss Books von 2016 und sprach einen Werkbeitrag, genauo wie die Goethe Stiftung für Kunst und Wissenschaft. Sandra Leis sagte in der Sendung BuchZeichen von Radio SRF Kultur über Kreuzfahrt: Ein Brief, der die Liebe weiterleben lässt und ihr ein würdiges Denkmal setzt. Der Philosoph Georg Kohler stellte zu Kreuzfahrt fest: Eine Stimmung wie in einem Antonioni-Film der frühen 60er: Vergessen ist, wie Liebe war, aber man sucht nach ihrer Erinnerung. Die NZZ schrieb, Zindel sei eine spannende und bewegende Geschichte geglück. Die Germanistikprofessorin Christine Lötscher rezensierte im TagesAnzeiger: Kreuzfahrt [ist] ebenso sehr ein Roman über das Erzählen wie über die Liebe. In atmosphärischen, luziden Details, im Rhythmus und in den Farben eines Tagtraums [packt er] seine Leserinnen und Leser bei ihren Sehnsüchten und [versetzt sie] in einen tranceartigen Zustand.
Der Roman Die Zone (2021) erzählt von einem Freitaucher, der für Weltrekorde in der Apnoe-Disziplin «No Limit» an seine psychischen und körperlichen Grenzen geht, wobei Zindel ihren Hang zur akribischen Recherche auslebt. Die Zone arbeitet mit poetischen Passagen, die sich beinahe wie Gedichte lesen, schrieb Ladina Caduff von Viceversa Literatur. Marc Peschke befand im Magazin mare: Ein kurzer, heftiger, dunkler Roman, (…) eine experimentelle Form, eine Art Highspeed-Lyrik, um die Qualen ihres Protagonisten darzustellen. Die FAZ hielt fest: Die einzelnen Tauchvorgänge beschreibt Zindel so originell, dass auch zum Ende hin keinerlei Spur von Redundanz zu entdecken ist.
Der Roman Fest (2024) erzählt die Geschichte einer Frau, die aufgrund einer schwierigen Liebesbeziehung mental aus der Bahn geworfen wird. Die Protagonistin schwebt in einer Sphäre zwischen Wahn und Realität schrieb die Frankfurter Allgemeine Zeitung und konstatierte, Zindel sei eine Meisterin in der Schilderung abgründiger Ereignisse und Lebenswege. Wirklichkeit und Wahnsinn stehen einträchtig nebeneinander, ja bedingen sich gegenseitig, als ob sie zueinandergehörten. Die Berliner Morgenpost befand, Zindel gelinge es meisterhaft, psychische Krankheit in sprachliche Form zu giessen, und zwar so, dass es beim Lesen schwerfällt Distanz zu wahren. Hansruedi Kugler von CH Media stellte fest: Mireille Zindel ist eine Radikalisierungskünstlerin. (…) Ihr fünfter Roman 'Fest' ist eine Wucht. Für den Roman recherchierte Zindel akribisch bei Neurologen und Psychiatriepatientinnen über die Wirkung von Psychopharmaka, Gesprächstherapien und die Abläufe in der Psychiatrie.
2024 veröffentlichte Zindel mit Bald wärmer ein autobiographisches Werk, das den Kindstod ihrer Tochter zum Gegenstand hat. Der Kanton Zürich verlieh ihr dafür einen Anerkennungsbeitrag. Das St. Galler Tagblatt schrieb: So analytisch und frei von Rührseligkeit Mireille Zindel davon erzählt, so unfassbar die Situation.
Ladina Caduff resümierte Zindels Werk so: Die Autorin experimentiert mit den Grenzen des Erzählens. [Sie ist] eine Kennerin dunkler Winkel menschlicher Seelen: Seit ihrem ersten Roman Irrgast erkundet sie zwischenmenschliche Liebesbeziehungen. Lerke von Saalfeld schrieb in der FAZ: In all ihren Romanen geht es um verwirrte und verirrte Menschen, die in einer Sphäre zwischen Wahn und Realität schweben, deren Leben von Grenzüberschreitungen gezeichnet ist. Es geht um Zufluchtssuche in einer imaginären Atmosphäre.

## Auszeichnungen
- 2007: Literatur-Preis 2007 der Marianne und Curt Dienemann-Stiftung
- 2008: Literaturperle von arttv.ch für das Debüt Irrgast[17]
- 2016: Werkbeitrag der Pro Helvetia
- 2017: Ihr Roman Kreuzfahrt wurde unter die «12 Swiss Books[18] 2016» von Pro Helvetia gewählt.
- 2021: Werkbeitrag der Goethe-Stiftung für Kunst und Wissenschaft
- 2025: Anerkennungsbeitrag des Kantons Zürich

## Bücher
- Irrgast, Salis Verlag, Zürich 2008, ISBN 978-3-905801-07-1.
- Laura Theiler, Salis Verlag, Zürich 2010, ISBN 978-3-905801-37-8.
- Kreuzfahrt, Kein & Aber, Zürich 2016, ISBN 978-3-0369-5737-1.
- Die Zone, lectorbooks Verlag, Zürich, 2021, ISBN 978-3-906913-29-2.
- Fest, lectorbooks Verlag, Zürich, 2024, ISBN 978-3-906913-43-8.
- Bald wärmer. Pano Verlag, Zürich, 2024, ISBN 978-3-290-22073-0.

## Weitere Publikationen (Auswahl)
- Auffallen und weghören. Kolumne im Literarischen Monat, Zürich, 2019–2020.
- Warum Zoé gehen musste. In: Magazin Reportagen. Zürich 2019.
- Bald wärmer. Kurzgeschichte im Schweizer Monat, Zürich, 2019.
- Warum Zoé gehen musste. Erschienen im Band «The End – My Friend?», Herausgegeben von Stadt Zürich, Friedhof Forum, 2021, ISBN 978-3-9524142-4-8.
- Plötzlich dieses Leuchten. Kurzgeschichte im Sammelband mit Pfingstgeschichten «Plötzlich dieses Leuchten», TVZ Verlag, Zürich 2024, ISBN 978-3-290-18610-4.

## Film
- Rest in Poetry von Tina-Maria Feyrer mit Text und Auftritt von Zindel[19]